# Vero Beach
Vero Beach är en stad (city) i Indian River County, i delstaten Florida, USA. Enligt United States Census Bureau har staden en folkmängd på 15 318 invånare (2011) och en landarea på 29,6 km². Vero Beach är huvudort i Indian River County.
I Vero Beach ligger travanläggningen Palema Trotting som ägs av Åke Svanstedt och Karl-Erik Bender.